# Batalla de Kalisz
La batalla de Kalisz o Batalla de Kalisch va tenir lloc el 29 d'octubre de 1706 durant la Gran Guerra del Nord entre tropes sueques i poloneses d'una banda i tropes russes, saxones i poloneses de l'altra. Amb l'ajuda de tropes russes, sota direcció del príncep Ménxikov, August II s'alça amb la victòria, aconseguint el seu èxit més important fins al moment. August II no volia alterar les condicions de pau negociades prèviament a Altranstädt, alliberà tots els presoners i els urgí a tornar al seu país per efectuar la pau amb suecs. La victòria quedava per tant sense conseqüències.

## Antecedents
Després del 27 d'agost de 1706, Carles XII traslladà l'exèrcit suec a Saxònia i va ocupar el país. Carles XII va abandonar sortir de Polònia, deixant-hi només 6000 suecs i 15.000 polonesos per cobrir el país. Atès que l'elector de Saxònia i rei de Polònia August el Fort des de la batalla de Fraustadt no tenia contingents de tropes importants a Polònia, va oferir a Carles XII entaular negociacions de pau. August va enviar a dos dels seus ministres a Saxònia amb les més àmplies facultats per negociar la pau amb el rei de Suècia. Aquests acabaven el 24 de setembre de 1706 amb l'Tractat d'Altranstädt. Mentrestant es desplaçà un cos rus sota direcció de Ménxikov a Peterkau, on estava August II amb el seu exèrcit.
La notícia de la imminent conclusió de la pau arribà a August II el 15 d'octubre. August II va intentar diverses vegades, sense èxit, evitar la batalla per no posar en perill la pau. Així que va enviar una carta al Tinent General Mardefelt, demanant-li que retirés les seves tropes per evitar un enfrontament. El tinent general Mardefelt ho considerà un ardit i no va avenir-se a la sol·licitud. August II no va poder evitar la pressió polonesa i russa més temps, ja que els russos foren exclosos de les negociacions de pau, i plantà batalla.

## Curs de batalla
La cavalleria russa havia tallat les línies de retirada als suecs de manera que aquests hagueren d'acampar, el 29 d'octubre, sobre un camp lliure al nord-oest de Kalisch. Allà s'enfrontaren 5.000 suecs i 10.000 soldats polonesos sota el general Mardefelt contra les tropes d'August II (assistit per l'Intendent General:Johann Christoph von Naumann. Els suecs s'enfrontaven a 6.000 saxons, 10.000 polonesos i 20.000 russos (la meitat dels quals cosacs). L'exèrcit dels aliats no tenia un comandament unificat. El comandant en cap dels saxons era el tinent general Michael Brandt, el príncep Aleksandr Ménxikov encapçalava les tropes russes. Les unitats poloneses eren conduïdes per dotze comandants. El matí del 29 d'octubre es desplegaren les unitats sobre el camp de batalla. A les quatre de la tarda comença la batalla. La cavalleria polonesa de Stanislaus Leszczyski fou dispersada, mentre la infanteria sueca oferia una pertinaç resistència. El tinent general Mardefelt ofereix la capitulació a condició que els oficials poguessin conservar els seus cavalls i les seves propietats. Uns 500 genets suecs es retiraren a Poznań i 600 suecs s'atrinxeren a Kalisch, capitulant l'endemà. La victòria dels aliats és completa. Els suecs perderen aproximadament la meitat del seu exèrcit. Mardefeldt, quatre generals, cent oficials i 2000 soldats suecs i polonesos foren capturats, i 700 foren morts. Els russos perderen uns 400 homes.

## Conseqüències
A posteriori August II reclamà la victòria sobre els suecs. Malgrat que la victòria reforçava August II, aquest no va anul·lar el tractat de pau i no reprengué la lluita al costat de Rússia. Un oficial suec portà la notícia de la derrota a Altranstädt. Carles XII no emprengué cap acció i cregué a August II, quan aquest afirmà que havia estat arrossegat a la batalla per polonesos i russos. Agost II es comprometé a alliberar tots els presos encara que els saxons retenien, tot i que només capturaren set suecs durant la batalla. A més hauria de pagar una indemnització a Carles XII.
La batalla gairebé no va tenir impacte sobre el curs de la guerra, ja que els saxons abandonaren la coalició malgrat la victòria.
La victòria també va demostrar les capacitats creixents de l'exèrcit rus, amb la seva cavalleria tenint una participació important en la victòria.